# Ettrick (Wisconsin)
Ettrick is een plaats (village) in de Amerikaanse staat Wisconsin, en valt bestuurlijk gezien onder Trempealeau County.

## Demografie
Bij de volkstelling in 2000 werd het aantal inwoners vastgesteld op 521. In 2006 is het aantal inwoners door het United States Census Bureau geschat op 508, een daling van 13 (-2,5%).

## Geografie
Volgens het United States Census Bureau beslaat de plaats een oppervlakte van 1,7 km², geheel bestaande uit land. Ettrick ligt op ongeveer 251 m boven zeeniveau.

## Plaatsen in de nabije omgeving
De onderstaande figuur toont nabijgelegen plaatsen in een straal van 24 km rond Ettrick.